# فرهاد نیلی
فرهاد نیلی (زاده ۱۳۴۱، در همدان) اقتصاددان، مدرس دانشگاه و سیاستمدار ایرانی است. وی برادر کوچکتر اقتصاد دان برجسته مسعود نیلی و نماینده اسبق ایران در بانک جهانی است و رئیس پیشین پژوهشکده پولی و بانکی بوده است.
وی دانش‌آموخته کارشناسی ریاضیات کاربردی از دانشگاه صنعتی شریف، کارشناسی ارشد سیستم‌های اقتصادی از دانشگاه شهید بهشتی و دکتری اقتصاد از دانشگاه یورک انگلستان است. نیلی از سال ۱۳۸۷ تا ۱۳۸۹ مدیرکل اقتصادی بانک مرکزی ایران بود. او از ۱۳۸۹ تا ۱۳۹۵ رئیس پژوهشکده پولی و بانک مرکزی را بر عهده داشت؛ و از مرداد ۱۳۹۴ تا خرداد ۱۳۹۸ نماینده ایران در بانک جهانی بود.

## تحصیلات
مدرک کارشناسی خود را در رشته ریاضیات کاربردی از دانشگاه صنعتی شریف، مدرک کارشناسی ارشد را در رشته برنامه‌ریزی سیستم‌های اقتصادی از دانشگاه شهید بهشتی و مدرک دکترای اقتصاد را در گرایش اقتصاد کلان از دانشگاه یورک انگلستان گرفته است.

## پیشینه کاری
او از سال ۱۳۷۳ تا ۱۳۷۶ به عنوان پژوهشگر پژوهشکده پولی و بانکی و سازمان برنامه و بودجه فعالیت داشته است. سپس برای ادامه تحصیل به انگلیس رفت. از سال ۱۳۸۱ تاکنون به عنوان مدرس میهمان در دانشکده مدیریت و اقتصاد دانشگاه صنعتی شریف تدریس می‌کند؛ و از سال ۱۳۸۵ تا ۱۳۸۷ مدیر اداره بررسی بانک مرکزی و تا ۱۳۸۹ مدیرکل اقتصادی بانک مرکزی ایران بود. از ۱۳۸۸ تا ۱۳۹۴ به عنوان مشاور رئیس بانک مرکزی و رئیس پژوهشکده پولی و بانکی (وابسته به بانک مرکزی) فعالیت داشت. از سال ۱۳۹۴ تا سال ۱۳۹۸ با حکم حسن روحانی (رئیس‌جمهور وقت) نماینده ایران در بانک جهانی بود.